# Hans Rhotert
Hans Rhotert (* 20. September 1900 in Hannover; † 13. Februar 1991 in Traunstein) war ein deutscher Ethnologe. Er war Anhänger der Kulturmorphologie und beschäftigte sich vorwiegend mit Felsbildforschung in Nordafrika und im Nahen Osten.

## Leben

### Schule und Studium
Hans Rhotert besuchte das Realgymnasium zu Linden bei Hannover und wurde 1918 nach Ablegen des Notabiturs zum Kriegsdienst eingezogen. Nach der Entlassung 1919 begann er sein Studium der Germanistik, Geschichte, Kunstgeschichte und Philosophie in Freiburg. Im Sommer 1920 wechselte er an die Universität München und lernte dort 1924 auf einem Faschingsfest im Hause des früheren Kolonial-Malers Walter von Ruckteschell in Dachau Leo Frobenius kennen. Beeindruckt von dessen Persönlichkeit schloss er sich dem Kreis um Frobenius an und wurde neben Adolf Ellegard Jensen sein wichtigster Schüler. 1927 beendete Rhotert sein Studium mit einer literaturgeschichtlichen Dissertation über Ephraim Moses Kuh und wurde Assistent am Frobenius-Institut in Frankfurt.
Noch im selben Jahr heiratete er seine Studienkollegin Dorothea „Ebba“ Daasch.

### Assistent am Frobenius-Institut
Rhotert trug maßgeblich zum Ausbau des Instituts bei und sollte, zusammen mit Ad. E. Jensen, einmal das wissenschaftliche Erbe Frobenius’ antreten. Rhotert interessierte sich mehr für prähistorische Kulturzeugnisse, während Jensen die Erforschung der lebenden Kulturen Afrikas fortsetzen sollte. Unter der Leitung Frobenius’ unternahm Rhotert seine erste Forschungsreise nach Libyen; später wurde er selbst zum Leiter einiger Expeditionen nach Afrika.
Rhotert war fasziniert von der schillernden Persönlichkeit Leo Frobenius’. Das Verhältnis der beiden Ethnologen wurde jedoch 1935 auf einer Forschungsreise nach Ägypten durch die Extravaganz des Lehrers auf die Probe gestellt. Rhotert versuchte einen reibungslosen Ablauf der Expedition zu sichern, während Frobenius das „Abenteuer“ vermisste und mit einer kleinen Gruppe mitten im Sandsturm aufbrach. Die Fahrzeuge wurden dabei massiv beschädigt und Rhotert musste schließlich die verstreuten Teile wieder einsammeln und die Autos reparieren. Es kam zum Streit, der jedoch bald wieder beigelegt wurde.
Mit Beginn des Zweiten Weltkriegs wurde Rhotert zum Militär eingezogen und erhielt die Kündigung vom Frobenius-Institut. Nach Ende des Krieges musste Rhotert sich um eine neue Stelle bewerben, am Institut hatte man keine Verwendung mehr für ihn. So arbeitete Rhotert zunächst zehn Jahre lang im Verlagswesen, bevor er als Direktor des Linden-Museums in Stuttgart seine ethnologische Tätigkeit wieder aufnahm.

### Forschungsreisen
1933 begleitete Rhotert Leo Frobenius als Assistent bei einer Expedition in die Libysche Wüste, wo zuvor der ungarische Graf Lazlo de Almasy im Auenat-Gebirge die Felsmalereien von Ain Dua entdeckt hatte. Hans Rhotert veröffentlichte die Ergebnisse dieser Forschungsreise später in seinem Buch „Libysche Felsbilder“. Neben seiner wissenschaftlichen Tätigkeit zeichnete Rhotert sich durch sein organisatorisches Talent und als sicherer Fahrer sowie als Autoreparateur in der unwegsamen Wüste aus.
1934 führte Rhotert die Nordgruppe der XII. Deutschen-Innerafrikanischen Forschungsexpedition nach Jordanien und in die libysche Wüste. Beteiligt an der Expedition waren vor allem Elisabeth Charlotte Pauli, Käthe Marr, Maria Weyersberg, Hans Beck, und Douglas Claughton Fox. Vor Ort wurden die 1932 von Horsfield und Glueck entdeckten Felsmalereien bearbeitet. Später führte Rhotert seine Gruppe nach Ägypten weiter. In seinem Buch „Transjordanien“ fasst Rhotert die Erlebnisse und Forschungsergebnisse der Reise zusammen.
1941 wurde Rhotert mit der logistischen Organisation des „Sonderkommando Dora“ beauftragt, die ihn wieder nach Libyen, in den Fezzan, führte. Diese rein militärische Unternehmung diente der militärstrategischen Aufklärung im nördlichen Afrika zur Unterstützung der Einheiten von Rommel. 1962/63 unternahm Rhotert, zusammen mit R. Kuper und W. Kühnau, mit der Förderung des Linden-Museums seine letzte Expedition, wieder in die nordafrikanische Wüste. Sie dokumentierten während neun Wochen die Felsbilder des Wadi Ertan und des Wadi Tarhoscht, Rhotert veröffentlichte die Ergebnisse der Reise später in seinem Werk „Felsbilder aus Wadi Ertan und Wadi Tarhoscht“.

### Direktor des Lindenmuseums
1957 berief das Linden-Museum in Stuttgart Hans Rhotert zu seinem neuen Direktor. Bis zu seinem Eintreten in den Ruhestand blieb Rhotert in dieser Position tätig und schaffte es, das Linden-Museum innerhalb weniger Jahre auszubauen und so zu einem der wichtigsten völkerkundlichen Museen zu erheben.

### Vorsitzender der DGV
Nachdem Rhotert 1959 die Tagung der Deutschen Gesellschaft für Völkerkunde (DGV) nach Stuttgart holen konnte, wurde er sofort zu ihrem Vorsitzenden. Bis 1963 blieb er in seinem Amt und übernahm es erneut von 1966 bis 1967. Die neue Satzung, die Rhotert durchbringen konnte, behielt bis 1995 ihre Gültigkeit.

### Ruhestand
1970 ging Hans Rhotert in den Ruhestand. Er bereitete die Publikation der Ergebnisse seiner Forschungsergebnisse in Wadi Ertan und Wadi Tarhoscht vor; zeigte weiterhin aktives Interesse an ethnologischen Fragestellungen und Forschungen und verfolgte besonders die weitere Entwicklung des Frobenius-Instituts und des Stuttgarter Linden-Museums. Besondere Aufmerksamkeit schenkte er außerdem den ab 1980 von Köln aus unternommenen Expeditionen nach Libyen, die an seine eigenen Forschungen anknüpften.

## Schriften
- Ephraim Moses Kuh. Dissertation. München 1927.
- Transjordanien: vorgeschichtliche Forschungen. Strecker & Schröder, Stuttgart 1938.
- Vom Leben des Lindenmuseums. In: Tribus. Veröffentlichungen des Linden-Museums 8. Hrsg. v.: Württ. Verein f. Handelsgeographie e. V., Stuttgart 1959.
- Bericht über das Linden-Museum. In: Tribus. Veröffentlichungen des Linden-Museums 10. Hrsg. v.: Württ. Verein f. Handelsgeographie e. V., Stuttgart 1961, S. 7–14.
- Forschungsreise nach Südwest-Libyen. In: Tribus. Veröffentlichungen des Linden-Museums 12. Hrsg. v.: Linden-Museum. Gesellschaft für Erd- und Völkerkunde e. V., Stuttgart 1963. S. 13–31.
- Neue Felsbilderfunde im Wadi Tarhoscht (Südwest-Libyen). In: Eike Haberland u. a. (Hrsg.): Festschrift für Ad. E. Jensen. Klaus Renner Verlag, München 1964.
- Völkerkundemuseum heute. In: Tribus. Veröffentlichungen des Linden-Museums 20, Stuttgart 1971, S. 21–24.
- Das Linden-Museum Stuttgart 1957–1970. In: Tribus. Veröffentlichungen des Linden-Museums 30. Friedrich Kußmaul zum Sechzigsten. Hrsg. v.: Linden-Museum Stuttgart. Staatliches Museum für Völkerkunde, Stuttgart 1981.
- mit Rudolph Kuper(Hrsg.): Felsbilder aus Wadi Ertan und Wadi Tarhoscht (Südwest-Fezzan, Libyen). Akademische Druck- u. Verl.- Anst., Graz 1981.
- Libysche Felsbilder. Ergebnisse der 11. und 12. Deutschen Innerafrikanischen Forschungs-Expedition. Veröffentlichung des Frobenius-Instituts an der Johann Wolfgang Goethe-Universität, Frankfurt am Main 1952.